# Top Gear
Top Gear este o emisiune auto a BBC, câștigătoare a premiilor BAFTA (British Academy for Film and Television Awards), NTA (National Television Awards) și a premiilor Emmy. Se estimează că emisiunea are peste 350 de milioane de telespectatori în lume, din care 5 milioane de telespectatori urmăresc emisiunea în fiecare săptămână în Marea Britanie. Top Gear este prezentată în momentul de față de Jeremy Clarkson, Richard Hammond și James May. De asemenea în emisiune mai este prezent și The Stig, un pilot de teste anonim. Emisiunea este incitantă și plină de umor. Cea de-a opta serie a emisiunii s-a terminat pe 30 iulie 2006. A noua serie trebuia să înceapă pe 8 octombrie 2006, dar a fost amânată datorită accidentului lui Richard Hammond din septembrie 2006.„BBC indefinitely postpones Top Gear”. Reuters. 24 septembrie 2006. Accesat în 25 septembrie 2006.[nefuncțională]

O versiune de jumătate de oră este prezentă pe BBC World. Revista Top Gear este o publicație produsă de BBC care are câțiva jurnaliști din cadrul emisiunii TV.

## Istorie

### 1977 - 2001
Top Gear a început în 1977 și era prezentat de crainica de știri a BBC, Angela Rippon, si nu era transmis pe tot teritoriul Marii Britanii. Printre primii prezentatori se numără Noel Edmonds, William Woollard, Peter Burgess și Chris Goffey.  Emisiunea avea 30 de minute.
La început , Top Gear era un magazin auto convențional în care erau prezente teste ale mașinilor noi dar și alte lucruri legate de lumea auto cum ar fi siguranța pe drumuri, dar început să aibă o audiență foarte mare la începutul anilor '90 când a devenit mai umoristică, mai controversată și mai orientată spre "petroliști" când era prezentată de Jeremy Clarkson. Printre ceilalți prezentatori din vremurile acelea se numără Quentin Willson, un ex-vânzător de mașini la mâna a doua și șoferii de curse Tiff Needell și Vicki Butler-Henderson.
În ciuda criticilor repetate despre stilul prea "macho" al emisiunii, despre faptul că încuraja comportamentul iresponsabil și ignora mediul, a devenit un factor de influență în lumea producătorilor de automobile deoarece o apreciere negativă a Top Gear putea avea efecte dezastruase asupra vânzărilor. Un astfel de exemplu îl reprezintă primul  Opel/Vauxhall Vectra despre care Clarkson spunea: "știu că este înlocuitorul pentru Vauxhall Cavalier. Știu. Dar credeți-mă că este doar o cutie pe roți". Cu toate acestea, declarații mai critice nu au afectat vânzările Toyotei Corolla, dar nici laudele exagerate nu au ajutat Renaultul Alpine GTA/A610.
După plecarea lui Jeremy Clarkson în 1999 de la BBC, audiențele au scăzut de la aproape 6 milioane, la mai puțin de 3 milioane, lucru care a dus la anularea emisiunii în anul 2001. Unul dintre prezentatorii aduși după plecarea lui Clarkson a fost James May care avea să devină al treilea prezentator al actualului format. Channel Five a cumpărat drepturile pentru Top Gear în 2002, așa că emisiunea s-a mutat acolo, dar BBC a refuzat vânzarea drepturilor de autor asupra numelui Top Gear, așa că emisiunea de pe Channel Five a devenit Fifth Gear.  După uriașul succes al Top Gear de la mijlocul anilor '90, au apărut un număr foarte mare de formate asemănătoare, printre care Driven la Channel 4, Pulling Power la ITV și Wheels la BBC World.

### 2002 - prezent
După o perioadă în care a apărut în diferite emisiuni, Clarkson, împreună cu producătorul Andy Wilman au prezentat la BBC cu succes un nou format pentru Top Gear, care a început în 2002
Noul format a adus schimbări importante. Emisiunea a fost prelungită la o oră și au fost aduși doi prezentatori noi: Richard Hammond și Jason Dawe. James May l-a înlocuit pe Dawe după prima serie. Stig, un pilot de curse mascat, a fost adus în calitate de pilot de teste. Au fost introduse noi segmente, cum ar fi: "Star in a Reasonably-Priced Car (O vedetă într-o mașină normală)", the "Cool Wall (Peretele beton)", "Car News (Știri auto)", "Power Laps (Ture rapide)" dar și mai multe reportaje unicat cum ar fi concursuri între prezentatori, distrugerea frecventă a rulotelor prin metode cât mai ciudate. Emisiunea este filmată la Dunsfold Park, un aeroport funcțional din Surrey unde a fost desenată o pistă specială de teste și s-a construit un hangar pentru filmările interioare. S-au adus oameni pentru a forma un public cu care interacționează prezentatorii. Odată cu a opta serie din 2006, un nou prezentator a fost adus, un câine de rasă "labradudel", numit "Top Gear dog (Câinele Top Gear)". O glumă din emisiune spunea că prezentatorii nu stiu foarte bine ce sa facă cu câinele. Câinele ar putea fi al lui Clarkson, care în emisiunea QI de pe 13 septembrie 2006 a spus că are un labradudel, dar nu a confirmat că ar acesta ar fi Câinele Top Gear.
Seria a noua era programată să înceapă la BBC Two pe 8 octombrie 2006 și să se termine "cândva în noiembrie". Totuși, pe 20 septembrie 2006, Richard Hammond a fost grav rănit în timp ce conducea o mașină cu motor cu reacție la viteza de 450 km/h pentru un reportaj din emisiune. Duminică 24 septembrie, BBC a declarat: " Confirmăm faptul că ultimul episod din "Best of Top Gear" a fost amânat pe o perioadă nelimitată, iar noua serie care trebuia să înceapă pe 8 octombrie va fi amânată până când Richard Hammond va fi putea participa". Și BBC și reprezentantul din cadrul Inspecției Muncii desfășoară anchete interne. Pe 5 octombrie, s-a reînceput filmarea pentru segmentele în care Hammond nu apare..

## Producție
Emisiunea este filmată pe aeroportul Dunsfold Park din Surrey. Studioul este într-un hangar. Publicul este format din aproape 400 de entuziaști care au cerut BBC-ului bilete gratuite, stau în picioare alături de prezentatori în timpul filmărilor și interacționează cu aceștia. În prezent, lista de așteptare pentru un bilet este de 1-2 ani, conform agenției care se ocupă de bilete. La cea de-a 8-a serie, studioul a fost remodelat instalîndu-se mai multe mașini. Pistele aeroportului sunt folosite pentru infama pistă de teste Top Gear. Detalii despre pistă găsiți la capitolul "6.4 O vedetă într-o mașină normală". Emisiunea se distinge prin stilul cinematografic și pentru producția excepțională.

## Muzica din generic
Top Gear a folosit hitul instrumental "Jessica" al formației "Allman Brothers Band" ca fundal pentru generic mulți ani. La început, în generic era prezentă înregistrarea originală, dar în seriile recente sunt folosite versiuni cover ale celei originale.
Într-un segment al emisiunii din 7 august 2005, James May a înregistrat o versiune a piesei folosind sunetele scoase de motoarele unor mașini ca: Bugatti, Mazda RX-8, Honda S2000, Fiat Nuova Panda, o basculantă monicilindru și un Ferrari Enzo. Înregistrarea lui May a fost folosită ca fundal în genericul de final al respectivului episod. Piesa a fost asemuită de Jeremy Clarkson cu "Un vânzător gras și netalentat care trage vânturi".

## Nominalizări și premii
În noiembrie 2005, Top Gear a câștigat un Emmy internațional la categoria "Divertisment non-scriptic".
În episodul în care a fost prezentat publicului, premiul, Clarkson a spus că nu a putut merge la New York să primească premiul pentru că era prea ocupat cu scrierea scenariului pentru episodul respectiv.
Top Gear a fost nominalizată trei ani la rând, 2004-2006, la premiile Academiei Britanice de Televiziune la secțiunea Cea mai bună emisiune. Prezentatorul Jeremy Clarkson a fost de asemenea nominalizat la "Cea mai bună prezentare" în 2006. În 2004 și 2005, Top Gear a fost nominalizată pentru premiile Naționale ale Televiziunii la categoria "Cea mai populară emisiune".

## Critici
Top Gear a fost deseori supusă criticilor pentru că promovează șofatul iresponsabil, produce daune ecologice și este în favoarea performaței în detrimentul economiei de combustibil.
Jeremy Clarkson a declanșat o serie de controverse în calitatea sa de prezentator al emisiunii  Top Gear.  În timpul emisiunii din 13 noiembrie 2005, în secțiunea de știri a fost prezent un moment referitor la conceptul Mini prezentat de BMW la Salonul Auto de la Tokyo, despre care Richard Hammond spunea că conține ceva "exclusiv britanic", un set de ceai integrat. Clarkson a răspuns că BMW ar trebui să construiască un Mini care să aibă ceva "exclusiv german". El a sugerat că mașina ar trebui să aibă semnalizatoare care să arate ca un salut Hitlerist și un sistem de navigație care să te ducă numai în Polonia (referire la invazia Poloniei de către Germania care a dus la începerea celui de-al doilea război mondial), și că "o curea de radiator va ține o mie de ani" (referire la sloganul propagandistic Hitlerist Reich-ul de o mie de ani". Aceste afirmații au primit reacții negative în presa germană și britanică, ca cea a Daily Mail  care spunea că BBC ar trebui să înceapă o investigație oficială a tuturor plângerilor primite pe această temă.
BBC a plătit daune unui consiliu local din Bristol în 2004 după ce Clarkson a intrat cu o Toyota Hilux într-un copac care era monument local, în timpul unui reportaj care dovedea rezistența și fiabilitatea camionetei într-o serie de teste. Consiliul nu avea nici o informație despre faptul că distrugerile au fost provocate de o emisiunea BBC, până când reportajul a fost difuzat, crezându-se că distrugerile au fost cauzate de un accident sau de niște vandali.
Grupul pentru siguranța rutieră Transport 2000 a cerut BBC să înlocuiască Top Gear cu o emisiune mai domesticită, mai prietenoasă cu mediul înconjurător care să se numească "Third Gear". Printre motivele grupului care au dus la o astfel de cerere se numără acuzații de "distrugeri ecologice substanțiale" aduse unui teren și lipsa de interes pentru limitele de viteză într-un episod în urma căruia Clarkson a primit o atenționare de la poliție. Aceasta spunea: "Este vorba de o emisiune expirată și iresponsabilă făcută să întărească încrederea piloților băiețași"
Top Gear a purtat negocieri pentru a se muta la Enstone în nordvestul Oxfordshire, mai aproape de casa lui Clarkson din Chipping Norton, dar până acum nu a reușit să ajungă la o înțelegere după ce tentativa inițială a întâlnit opoziție din partea localnicilor care spuneau că Top Gear va crea poluare și zgomot.
Clarkson a criticat BBC în ediția din februarie 2006 a revstei "Top Gear" unde și-a exprimat opinia că BBC-ul nu ia în serios emisiunea. De asemenea pare să fie supărat pe șefii BBC pentru că programează uneori snooker peste emisiune, în ciuda faptului că Top Gear are audiențe considerabil mai mari.
În iulie 2006 BBC a respins o serie de plângeri despre subiectele alese de Top Gear și de felul în care acestea sunt tratate de Clarkson, Hammond și May. BBC a argumentat spunând că "afirmațiile provocatoare sunt parte integrantă a emisiunii și nu trebuie luate în serios". Cu privire la remarcile dure dintre prezentatorii emisiunii și membrii publicului , BBC spune că "aceasta este o parte a  atracției emisiunii și avem încredere în spectatori că înțeleg stilul și tonul emisiunii și nu se vor supăra. BBC a adăugat că dacă astfel de afirmații ar fi făcute cu orice urmă de seriozitate  sau dacă ar încălca vreo lege, atunci va acționa în consecință.

## Segmente
În emisiune au fost prezente mai multe concursuri în care Clarkson conduce o mașină împotriva celorlalte forme de transport în comun, care sunt folosite de Hammond și May:
- Aston Martin DB9 împotriva trenurilor TGV și Eurostar din Surrey la Monte Carlo
- Ferrari 612 Scaglietti împotriva unui avion până la Verbier
- Mercedes-Benz SLR McLaren împotriva unui avion, feribot și barcă de viteză de la Aeroportul Heathrow până la Oslo
- Bugatti Veyron împotriva unui avion ușor Cessna 182 între Alba în nordul Italiei și Tower 42, Londra.

În toate cazurile de mai sus, Clarkson și mașina câștigă, chiar dacă uneori cu foarte puțin înaintea celor doi.
Top Gear afirmă foarte des că aceste concursuri au loc cu adevărat și că de multe ori imaginile din film sunt înregistrate în mai multe zile urmărind traseul cursei. În cazul cursei care implică Bugattiul Veyron, The Stig a condus mașina înapoi în Italia, chiar dacă imaginile nu arată că Clarkson nu este în mașină.  Producția foarte scumpă a dus la filmarea unui segment de 32 de minute în 33 de zile de 16 ore.
Alte curse s-au desfășurat între o mașină condusă de unul dintre prezentatori și un sportiv:
- Fiat Nuova Panda condusă de Clarkson împotriva unui alergător, AC Muir, pe un traseu puțin modificat al Maratonului Londonez într-o zi lucrătoare la ora de vârf.
- Audi RS4 condusă de Clarkson pe o șosea montană împotriva cățărătorilor Leo Houlding și Tim Emmet, care au urcat aceeași altitudine pe verticală, apoi parcurgând aceeași distanță înapoi, cățărătorii sărind de la punct fix.
- Renault Clio III condus de May pe străzile înguste din districtul Castle of Săo Jorge din Lisabonei împotrva lui Gee Atherton, un ciclist de coborâre.
- Porsche Cayenne Turbo S condus de Hammond pe un traseu de raliu de 5 km în Cipru împotriva unui parașutist militar plecând de la același punct din aer ca Hammond pe pământ.
- Un Tomcat, un 4x4 foarte puternic bazat pe un Land Rover, condus de Hammond, împotriva unui caiac cu motor "condus" de Shaun Baker pe o întindere de gheață din Islanda.
- Mitsubishi Lancer Evolution condus de campionul norvegian de raliuri Henning Solberg avându-l pe May copilot , împotriva lui Hammond și a echipei olimpice de bob, amândoi având rute similare pe un munte în Lillehammer, Norvegia.
- O mașină de raliu Mitsubishi Lancer Evolution Grupa N și un Bowler Wildcat condusă împotrivă unui skateboarder tot-teren pe "Mila verde", un traseu de boarding tot-teren. Deși Mitsubishiul a pierdut, Bowlerul a reușit să învingă skateboarderul.
- Ford Transit Aniversar condus de Sabine Schmidt în încercarea de a bate timpul obținut de Jeremy pe pista de la Nürburgring într-un  Jaguar S-type diesel. În ciuda ușurării dubei și a unor modificări aerodinamice, Sabine a avut un timp mai mic cu 8 secunde.
- Peugeot 207 condus de May pe un traseu de 15 km pe străzile din Liverpool de la o parcare până la clădirea Liver împotriva a doi practicanți de parkour (Daniel Ilabaca și Kerbie). Sportivii au câștigat cursa, în ciuda faptului că James a crezut inițial că a câștigat, arătându-se că nu numai că sportivii au ajuns mai repede, dar au reușit să urce în vârful clădirii.
- Ford Sport Ka, condus de James May împotriva unui porumbel mesager. Cursa a fost câștigată de porumbel, chiar dacă mașina avea un sistem de navigație prin satelit.

Toate aceste curse au fost pierdute de mașină, cu excepția celor care sunt prezentate altfel.
Echipa a mai organizat o cursă în care un Caterham Super Seven condus de The Stig pornește de la fabrica Caterham, din Surrey și trebuie să ajungă la circuitul Knockhill din Scoția și să treacă linia de start/sosire înaintea ca cei trei prezentatori să construiască de la zero într-un garaj al circuitului aceeași mașină. Clarkson, Hammond și May au câștigat pentru că The Stig a fost arestat de poliție pentru depășirea vitezei legale.

### Glume între prezentatori
Pe lângă atmosfera amuzantă, discuțiile și glumele pe seama spectatorilor din studio, prezentatorii glumesc mult si pe seama lor. Persoana fiecăruia primește aproape la fel de multă atenție ca și mașinile testate.
Hammond este chinuit pentru că este scund și pentru că probabil și-a albit dinții, și a fost poreclit de Clarkson ca fiind "hamsterul rezident" al Top Gear. Emisiunile sale din timpul zilei care au urmat emisiunii sale "Emisiunea de la 5 a lui Richard Hammond" de la ITV1 a adus asupra sa presupuneri despre interesul său pentru legume cu forme ciudate, totodată cu glumele lui Clarkson care i-a spus "Phillip Schofield" în timpul ediței speciale realizate cu ocazia Jocurilor Olimpice de iarnă.
May și-a căpătat apelativul de "Căpitanul Încetineală", pentru că are un stil de condus destul de lent, refuzul său de a alerga la televizor, și tendința de pierde orice concurs în care este implicată viteza. Înaintea difuzării documentarului despre rechini de pe Sky One, Clarkson a prezentat o fotografie a lui May într-un costum de scafandru glumind despre părul său și despre mărimea penisului.
Clarkson este cunoscut pentru părerile sale inconsistente dar foarte puternice și pentru ego-ul său, dar și pentru gustul său pentru îmbrăcăminte. Cei doi prezentatori au glumit pe seama Fordului GT, pe care l-a cumpărat cu 126.000 £ și care s-a stricat în permanență. Între timp Clarkson a cerut Ford o returnare a banilor. Mai apoi a recumpărat mașina care a apărut în emisunea din 27 noiembrie 2005, cu toate că în mai 2006 Clarkson a spus că nu a reușit să facă un drum dus-întors cu mașina, fără ca ea să se strice. În ediția din octombrie 2006 a revistei Top Gear , James May crede că Clarkson s-ar putea să-și vândă GT-ul pentru un Lamborghini Gallardo Spyder.

### Teste
Top Gear testează în mod normal o mașină nouă, sau un grup de mașini în fiecare săptămână. Testele au loc deseori în locuri foarte frumoase sau interesante. Testele de grup implică participarea celor trei prezentatori dezbătând punctele bune și cele rele ale unei mașini.

### O vedetă într-o mașină normală
În majoritatea emisiunilor, o vedetă — de obicei cunoscută britanicilor — este intervievată de Clarkson. Discuția este de obicei amuzantă și este axată pe subiecte legate de mașini dar și istoria mașinilor vedetei. Apoi invitatul, Clarkson și publicul urmăresc cel mai rapid tur de pistă. În primele 7 serii, mașina a fost un Suzuki Aerio/Liana. Mașina folosită a fost standard dar au fost adăugate elemente de protecție.Fiecare invitat exersează împreună cu The Stig după care urmează turul de pistă. Invitatul nu află timpul realizat până la interviu și de multe ori sunt vizibil emoționați de așteptare. Mai sunt arătate și unele ture de antrenament, accidentele și expresia feței șoferului.
Într-un astfel de test care l-a avut protagonist pe Michael Gambon o curbă a pistei a fost numită în onoarea actorului. Acest lucru s-a întâmplat după ce actorul britanic a reușit performanța de a lua virajul respectiv pe doar două roți determinându-l pe Clarckson să numească virajul "Michael Gambon".

### Ture rapide
Stig conduce pe circuit fiecare mașină testată de prezentatori iar timpul cronometrat este afișat pe un panou (Power Lap Times) în ordine descrescătoare.
Cei mai buni 20 timpi înregistrați pe panou:
1. 1:15.1 - Ariel Atom 500 (parțial umed)
2. 1:16.2 - McLaren MP4-12C
3. 1:16.5 - Lamborghini Aventador
4. 1:16.8 - Bugatti Veyron Super Sport
5. 1:17.1 - Gumpert Apollo
6. 1:17.3 - Ascari A10
7. 1:17.6 - Koenigsegg CCX (cu spoiler Top Gear)
8. 1:17.7 - Noble M600 (vreme rece)
9. 1:17.8 - Nissan GT-R (2011)
10. 1:17.8 - Pagani Zonda Roadster F Clubsport
11. 1:17.9 - Caterham Seven R500 (anvelope reci)
12. 1:18.3 - Bugatti Veyron
13. 1:18.4 - Pagani Zonda F
14. 1:18.9 - Maserati MC12
15. 1:19.0 - Lamborghini Murciélago LP670-4 SuperVeloce
16. 1:19.0 - Enzo Ferrari
17. 1:19.1 - Ferrari 458 Italia
18. 1:19.5 - Lamborghini Gallardo LP560-4
19. 1:19.5 - Porsche 997 GT2
20. 1:19.5 - Ariel Atom 2 300

### The Cool Wall (Peretele "beton")
Este un perete pe delimitat în secțiunle Seriously Uncool ("Absolut moi"), Uncool ("Moi"), Cool ("Beton"), Sub Zero ("Beton Armat") pe care sunt împărțite diferite imagini cu mașini în funcție de opinia prezentatorilor și a publicului prezent.

#### Seriously Uncool ("Foarte Nașpa")
Mașini cu adevărat proaste sau foarte urîte.

#### Uncool ("Naspa")
Masinile considerate de catre prezentatori ca fiind "Naspa'

## Sondajul Top Gear

### Mașina anului
La finalul fiecărui sezon de toamna, prezentatorii premiază mașina lor preferată. Singurul criteriu este ca alegerea să fie unanimă. Lista mașinilor câștigătoare:
| An   | Mașina                                         |
| ---- | ---------------------------------------------- |
| 2002 | Land Rover Range Rover                         |
| 2003 | Rolls-Royce Phantom                            |
| 2004 | Volkswagen Golf GTI                            |
| 2005 | Bugatti Veyron sau Audi RS4                    |
| 2006 | Lamborghini Gallardo Spyder                    |
| 2007 | Ford Mondeo sau Subaru Legacy Outback          |
| 2008 | Caterham Seven R500                            |
| 2009 | Lamborghini Gallardo LP550-2 Valentino Balboni |
| 2010 | Citroën DS3ss                                  |
| 2011 | Range Rover Evoque                             |

### Mașina deceniului
| Periada   | Mașina                  |
| --------- | ----------------------- |
| Anii 2000 | Bugatti Veyron          |
| Anii 1990 | Ford Escort RS Cosworth |